# Late xou
Late xou és un programa televisiu d'humor que copia el reeixit format dels late night shows, populars en la televisió dels Estats Units, que s'emet pel canal públic espanyol La 2.
Aquest està basat en l'anterior programa amb el mateix nom que s'emetia els diumenges en La 1 amb Marc Giró en català.

## Format
Marc Giró amb entrevistes a personalitats destacades del món del cinema, teatre, música, televisió, literatura i activisme social del panorama nacional. Cada dilluns rep en el seu sofà a diversos convidats amb els quals xerra de forma distesa sobre la seva vida i professió.

## Equip

### Presentador
| Presentador | Informació               | Logo de La 2 | Logo de La 2 |
| Presentador | Informació               | 2023         | 2024         |
| ----------- | ------------------------ | ------------ | ------------ |
| Marc Giró   | Presentador i periodista |              |              |

### Col·laboradors
| Col·laborador | Informació            | Logo de La 2 | Logo de La 2 |
| Col·laborador | Informació            | 2023         | 2024         |
| ------------- | --------------------- | ------------ | ------------ |
| Henar Álvarez | Humorista i guionista |              |              |
| Candela Peña  | Actriu                |              |              |
| Yolanda Ramos | Actriu i humorista    |              |              |

## Temporades
| Temporada | Temporada | Episodis | Estrena             | Final              | Audiència mitjana |
| --------- | --------- | -------- | ------------------- | ------------------ | ----------------- |
|           | 1         | 35       | 9 d'octubre de 2023 | 25 de juny de 2024 | 142 000 (2,1%)    |
|           | 2         | 1        | 8 d'octubre de 2024 | 2025               |                   |

## Episodis

### Temporada 1 (2023-2024)
| Programa | Convidats                                                                                         | Dia d'emissió          | Audiència      |
| -------- | ------------------------------------------------------------------------------------------------- | ---------------------- | -------------- |
| 1        | Carlos Cuevas, Ander Puig i Isabel Calderón                                                       | 9 d'octubre de 2023    | 125 000 (1,7%) |
| 2        | Macarena García, Ana Morgade, Amaia Romero i Juana Dolores                                        | 16 d'octubre de 2023   | 83 000 (1,9%)  |
| 3        | Ana Duato i Candela Peña                                                                          | 23 d'octubre de 2023   | 106 000 (1,5%) |
| 4        | Macarena Gómez i David Verdaguer                                                                  | 30 d'octubre de 2023   | 121 000 (1,8%) |
| 5        | Belén Cuesta i Almudena Ariza                                                                     | 6 de novembre de 2023  | 107 000 (1,7%) |
| 6        | Isabel Coixet, Dulceida i Alba Pascual                                                            | 13 de novembre de 2023 | 87 000 (1,5%)  |
| 7        | Lydia Lozano, María Patiño, Kiko Matamoros, Kiko Hernández, Chelo García-Cortés i Alfonso Bassave | 20 de novembre de 2023 | 108 000 (1,7%) |
| 8        | Yolanda Ramos i Asier Etxeandia                                                                   | 27 de novembre de 2023 | 131 000 (2,6%) |
| 9        | Natalia Verbeke, Miren Ibarguren, Eva Santolaria i Ernesto Sevilla                                | 4 de desembre de 2023  | 186 000 (2,5%) |
| 10       | Juan Antonio Bayona i Inés Hernand                                                                | 11 de desembre de 2023 | 159 000 (2,7%) |
| 11       | Pilar Rubio i Vicky Luengo                                                                        | 18 de desembre de 2023 | 162 000 (2,7%) |
| 12       | Jordi Évole i Quan Zhou                                                                           | 8 de gener de 2024     | 189 000 (2,2%) |
| 13       | Alberto San Juan, Paca la Piraña i Lola Rodríguez                                                 | 15 de gener de 2024    | 119 000 (2,1%) |
| 14       | Yolanda Díaz, Ladilla Rusa                                                                        | 22 de gener de 2024    | 183 000 (2,4%) |
| 15       | Chanel Terrero, Eva Hache i Ana Polvorosa                                                         | 29 de gener de 2024    | 108 000 (1,7%) |
| 16       | Miguel Bernardeau i Hugo Silva                                                                    | 5 de febrer de 2024    | 103 000 (1,4%) |
| 17       | Raquel Sánchez Silva, María Escoté, Lorenzo Caprile, Raúl Tejón, Fernando Gil i Gorka Otxoa       | 12 de febrer de 2024   | 108 000 (1,5%) |
| 18       | Silvia Abril i Jon Kortajarena                                                                    | 19 de febrer de 2024   | 194 000 (2,4%) |
| 19       | Eva Soriano i La Dani                                                                             | 26 de febrer de 2024   | 117 000 (1,7%) |
| 20       | Silvia Intxaurrondo i Abril Zamora                                                                | 4 de març de 2024      | 90 000 (1,5%)  |
| 21       | José Mota, Jorge Sanz i Enric Auquer                                                              | 12 de març de 2024     | 134 000 (2,0%) |
| 22       | Los del Río, Henar Álvarez i Sidonie                                                              | 19 de març de 2024     | 177 000 (2,4%) |
| 23       | Ferran Adrià, Rodrigo Cuevas i Nebulossa                                                          | 2 d'abril de 2024      | 195 000 (2,6%) |
| 24       | Javier Gutiérrez i Rosa Maria Calaf                                                               | 9 d'abril de 2024      | 180 000 (2,7%) |
| 25       | Jordi Cruz, Pepe Rodríguez, Malena Alterio i Julián López                                         | 16 d'abril de 2024     | 105 000 (1,4%) |
| 26       | Álvaro Morte i David Bustamante                                                                   | 23 d'abril de 2024     | 157 000 (2,3%) |
| 27       | Belén Cuesta, Elena Anaya, Marta Etura, Irene Escolar i Carla Antonelli                           | 30 d'abril de 2024     | 161 000 (2,1%) |
| 28       | Candela Peña, Aitor Albizua i Mayte Martín                                                        | 7 de maig de 2024      | 156 000 (2,7%) |
| 29       | Secun de la Rosa, Jaime Lorente, Isaki Lacuesta i Mala Rodríguez                                  | 14 de maig de 2024     | 130 000 (1,8%) |
| 30       | Belén Rueda i Kiko Rivera                                                                         | 21 de maig de 2024     | 140 000 (1,9%) |
| 31       | Belén Esteban, Abraham Jiménez Enoa i Belén Aguilera                                              | 28 de maig de 2024     | 190 000 (2,6%) |
| 32       | Karra Elejalde, Georgina Amorós i Eduardo Navarrete                                               | 4 de juny de 2024      | 170 000 (2,5%) |
| 33       | Andrés Velencoso, Isabel Gemio i Pol Granch                                                       | 11 de juny de 2024     | 169 000 (2,5%) |
| 34       | Rossy de Palma, Marisa Paredes i El Langui                                                        | 18 de juny de 2024     | 189 000 (2,5%) |
| 35       | Omar Ayuso i Rozalén                                                                              | 25 de juny de 2024     | 121 000 (1,7%) |

### Temporada 2 (2024-2025)
| Programa | Convidats                                       | Dia d'emissió        | Audiència      |
| -------- | ----------------------------------------------- | -------------------- | -------------- |
| 36       | Antonio de la Torre, Maruja Torres i Ana Guerra | 8 d'octubre de 2024  | 464 000 (4,7%) |
| 37       | Eduardo Casanova i Andrés Velencoso             | 15 d'octubre de 2024 | 191 000 (2,9%) |
| 38       | Lara Álvarez i Pepón Nieto                      | 22 d'octubre de 2024 | 426 000 (4,1%) |
| 39       | Fernando Tejero i Javier Rey                    | 29 d'octubre de 2024 |                |

## Audiències
| Temporada         | Data      | Cadena | Espectadors | Quota de pantalla |
| ----------------- | --------- | ------ | ----------- | ----------------- |
| Primera temporada | 2023-2024 | La 2   | 142 000     | 2,1%              |
| Segunda temporada | 2024-2025 | La 2   |             |                   |